# 東京港トンネル
東京港トンネル（とうきょうこうトンネル）は、東京都品川区にある都市計画道路東京湾岸道路の海底トンネル。
首都高速道路湾岸線（大井出入口 - 臨海副都心出入口間）のトンネルと、国道357号（東京湾岸道路一般部）のトンネルが存在する。

## 概要

### 専用部
1970年、品川区大井埠頭と東京港埋立地13号地を結ぶ海底トンネルとして計画された。当時の13号地は埋立・開発事業の途上であり、自動車専用の沈埋トンネルとして計画され、1976年に開通した。なお、このトンネルを含む大井出入口 - 13号地出入口（現：臨海副都心出入口）間は首都高速湾岸線で最初の開通区間でもある。
平面線形としてはほぼ直線であるが、縦断線形が海底部に向かって下り、地上部に向かって上りとなっているため、下り勾配での加速傾向およびサグ部を境とした上り勾配での減速傾向があり、両方向ともにこのトンネルを先頭とする渋滞が発生しやすい。
海底トンネルのため、危険物積載車両の通行は禁止されている。トンネル内では車線変更が禁止され、70 km/hの速度制限がある。
2004年には死亡事故が発生し、安全対策として翌2005年には照明を増やす工事が行われた。

### 一般部
首都高速の東京港トンネル開通後、13号地において東京臨海副都心計画が策定され実施される中で交通量が急増していた。この状況を改善するため、国土交通省川崎国道事務所を事業主体とし、首都高速の東京港トンネルに並行する形で一般道路部（国道357号東京港トンネル）の整備が2002年に新規事業化された。計画では首都高速の両側にトンネルを建設する計画であり、沈埋トンネルである首都高速湾岸線より深い位置に建設されるため、全長はやや長い1,470 mとなった。
このうち西行きトンネル（羽田空港方面）に関しては、2010年11月15日に設計・施工一括発注方式による総合評価方式入札が行われ、鹿島建設・大林組JVが落札した。同JVによる詳細設計を経てシールドマシンでの掘削を開始し、約10か月間かけて2013年10月に貫通した。この西行きトンネルについては掘削および2次覆工を2013年度中に完成させ、設備工事を行った上で2016年3月26日に開通した。
東行きトンネル（お台場方面）については、2014年に入札が行われ大林組・鹿島建設JVが落札した。2016年7月にシールドマシンでの掘削を開始し、2017年1月に貫通、2019年6月3日23時に開通した。
専用部同様、危険物積載車両の通行は禁止されている。また、歩行者・自転車・軽車両・排気量50cc以下の原動機付自転車も通行禁止となっており、両方向とも歩道は併設されていない。

## 歴史
- 1970年 - 東京湾岸道路のトンネルとして一般部、専用部ともに都市計画決定。
- 1976年8月12日 - 専用部が供用開始。同時開通した首都高速湾岸線大井出入口 - 13号地出入口（当時）の一部となる。
- 2002年 - 一般部が新規事業化。
- 2008年 - 一般部の工法がシールド工法に決定。
- 2016年3月26日 - 一般部（西行き）が開通。
- 2016年7月12日 - 一般部（東行き）シールドマシン発進。
- 2017年1月17日 - 一般部（東行き）が貫通。
- 2019年6月3日 - 一般部（東行き）が開通[4]。

## 隣
首都高速湾岸線
(B21)大井出入口 - 東京港TN - (B22)臨海副都心出入口